# Aneby (Gemeinde)
Koordinaten: 57° 50′ N, 14° 49′ O

Aneby ist eine Gemeinde (schwedisch kommun) in der schwedischen Provinz Jönköpings län und der historischen Provinz Småland. Der Hauptort der Gemeinde ist Aneby.

## Geographie
Die Gemeinde liegt im Südschwedischen Hochland, das von eingeschnittenen Tälern durchzogen ist. Etwa 70 % der Fläche sind bewaldet, der Rest ist Acker- und Weideland.
Sie ist in acht Kirchenspiele (socknar) eingeteilt: Sunhultsbrunn, Frinnaryd, Askeryd, Haurida, Hullaryd, Vireda, Lommaryd und Marbäck.

## Wirtschaft
Die Gemeinde liegt in einem traditionellen Land- und Forstwirtschaftsgebiet. Etwa 20 % der Erwerbstätigen sind in der Landwirtschaft beschäftigt. Auch die Industrie, die 40 % der Erwerbstätigen beschäftigt, ist stark, wobei die holzverarbeitende Industrie dominiert.
Der Phallusstein (schwed. Fallossten) steht nördlich der Kirche von Bredestad in Aneby.

## Orte
Folgende Orte sind Ortschaften (tätorter):
- Aneby
- Frinnaryd
- Sundhultsbrunn